# (32844) 1992 EN25
1992 إي أن 25 (ويعرف أيضًا باسم (32844) 1992 إي أن 25 وفق تسمية الكوكب الصغير) (بالإنجليزية: 1992 EN25)‏ هو كويكب ضمن حزام الكويكبات؛ وترتيبه 32844 من حيث الاكتشاف.
اكتُشف هذا الجُرم الفلكي بواسطة مسح أوبسالا-إسو للكويكبات والمذنبات ‏ في 8 مارس 1992.

## وصلات خارجية
- (32844) 1992 EN25 في قاعدة بيانات مختبر الدفع النفاث لأجرام النظام الشمسي الصغيرة

- الاكتشاف · مخطط المدار ·  العناصر المدارية · المعلمات المادية

- (32844) 1992 EN25 على موقع ويكي سكاي: DSS2, SDSS, GALEX, IRAS, Hydrogen α, X-Ray, Astrophoto, Sky Map, Articles and images